# Columbia (Mississippi)
Columbia è una città (city) degli Stati Uniti d'America, capoluogo della contea di Marion, nello Stato del Mississippi.
È qua che nacque il giocatore di football Walter Payton.